# دولوکس
دولوکس (انگلیسی: Dulux) شرکت صنایع شیمیایی بریتانیایی است، که در سال ۱۹۳۱ تأسیس شد.